# Архиепархия Куньмина
 Архиепархия Куньмина  (лат. Archidioecesis Coenmimensis) — архиепархия Римско-Католической церкви с центром в городе Куньмин, Китай. В митрополию Куньмина входит епархия Дали. Кафедральным собором архиепархии Куньмина является церковь Святейшего Сердца Иисуса в городе Куньмин.

## История
15 октября 1696 года Римский папа Иннокентий XII издал бреве E sublimi Sedis, которым учредил апостольский викариат Юньнаня, выделив его из епархии Нанкина (сегодня — Архиепархия Нанкина).
В 1715 году апостольский викариат Юньнаня был объединён с апостольским викариатом Сычуаня (сегодня — Епархия Чэнду).
28 августа 1840 года апостольский викариат Юньнаня был воссоздан бреве Cum ad augendam Римского папы Григория XVI.
22 ноября 1929 года апостольский викариат передал часть своей территории миссии Sui iuris Тали (сегодня — Епархия Дали). 
8 апреля 1935 года апостольский викариат Юньнаня передал часть своей территории в пользу новой апостольской префектуре Чжаотуна.
11 апреля 1946 года Римский папа Пий XII выпустил буллу Quotidie Nos, которой преобразовал апостольский викариат Юньнаня в епархию Куньмина.

## Ординарии архиепархии
- епископ Joseph Ponsot (21.01.1841 — 17.11.1880);
- епископ Jean-Joseph Fenouil (29.07.1881 — 10.01.1907);
- епископ Charles-Marie-Félix de Gorostarzu (10.12.1907 — 27.03.1933);
- епископ Georges-Marie-Joseph-Hubert-Ghislain de Jonghe d’Ardoye (3.05.1933 — 16.10.1938);
- епископ Jean Larregain (13.06.1939 — 2.05.1942);
- архиепископ Alexandre-Joseph-Charles Derouineau (8.12.1943 — 30.09.1973);
  - Sede vacante (с 1973 года — по настоящее время).

## Источник
- Annuario Pontificio, Libreria Editrice Vaticana, Città del Vaticano, 2003, ISBN 88-209-7422-3
- Бреве E sublimi Sedis, Raffaele de Martinis, Iuris pontificii de propaganda fide. Pars prima, II, Romae 1889, стр. 158  (лат.)
- Бреве Cum ad augendam, Bullarium pontificium Sacrae Congregationis de Propaganda Fide, V, Romae 1841, стр. 215—216 Архивная копия от 13 декабря 2013 на Wayback Machine  (лат.)
- Булла Quotidie Nos, AAS 38 (1946), стр. 301 Архивная копия от 27 марта 2010 на Wayback Machine  (лат.)